# جام حذفی فوتبال بوسنی و هرزگوین
 جام حذفی فوتبال بوسنی و هرزگوین  
(به بوسنیایی: Kup Bosne i Hercegovine) مسابقاتی است که به صورت حذفی در کشور بوسنی و هرزگوین از سال ۱۹۹۴ تاکنون برگزار می‌شود. این جام از ۳۸ تیم که از سراسر کشور بوسنی و هرزگوین در آن شرکت می‌کنند برگزار می‌شود.
باشگاه FK Željezničar Sarajevo با 6 قهرمانی پرافتخارترین تیم این سری مسابقات به حساب می‌آید.